# David Geffen
David Lawrence Geffen (* 21. února 1943, Brooklyn, New York, USA) je americký obchodník, hudební vydavatel a podnikatel ve filmovém průmyslu. Byl spoluzakladatelem hudebních vydavatelství Asylum Records, Geffen Records a DGC Records a filmového studia DreamWorks SKG.
V 60. letech pracoval jako zaměstnanec umělecké agentury William Morris Agency (WMA). V roce 1970 založil společně s kolegou Elliotem Robertsem vlastní gramofonovou firmu Asylum Records, pro kterou natáčeli např. the Eagles, Joni Mitchell, Bob Dylan, Tom Waits, Linda Ronstadt, Warren Zevon, Judee Sill a další. Firmu později převzala firma Warner Communications.
V roce 1980 založil další nahrávací společnost Geffen Records a na post prezidenta společnosti získal Eda Rosenblatta, bývalého manažere Warner Bros. Records. Firma spolupracovala s řadou významných hudebníků jako Elton John, Cher, Aerosmith, Whitesnake, Peter Gabriel, Guns N' Roses, Nirvana, Pat Metheny nebo Neil Young.
Prostřednictvím firmy Geffen Film Company produkoval Geffen komedie jako Little Shop of Horrors, Risky Business nebo Beetlejuice a podílel se produkci muzikálů Dreamgirls nebo Cats na Broadway. V roce 1994 společně s Stevenem Spielbergem and Jeffrey Katzenbergem založil filmové studio DreamWorks SKG, které v roce 2008 Geffen opustil.